# 両国車両区
両国車両区（りょうごくしゃりょうく）とは、静岡県榛原郡川根本町にある、大井川鐵道の車両基地である。井川線川根両国駅構内に併設されている。
井川線で運用される車両の整備が行われている。

## 配置車両
2022年（令和4年）4月1日時点の配置車両は下記のとおり。

### 電気機関車
- ED90形（3両）
  - ED901 - 903が配置されている。

### ディーゼル機関車
- DD20形（6両）
  - DD201 - 206が配置されている。

### 客車
- スハフ1形（2両）
  - スハフ4, 6が配置されている。
- スロニ200形（2両）
  - スロニ201, 202が配置されている。
- スロフ300形（18両）
  - スロフ301 - 318が配置されている。なお、スロフ310は2代目。
- クハ600形（4両）
  - クハ601 - 604が配置されている。

### 貨車
- cワフ0形（2両）
  - cワフ1, 4が配置されている。
- cト100形（10両）
  - cト101 - 110が配置されている。
- cトキ200形（5両）
  - cトキ226 - 230が配置されている。
- cシキ300形（1両）
  - cシキ301が配置されている。

## 過去の配置車両

### ディーゼル機関車
- DB1形（9両）
  - DB1 - 9が配置されていた。なお、DB8, 9は本車両区の入換動車となっている。
- DB51形（2両）
  - DB51, 52が配置されていた。
- DD100形（8両）
  - DD101 - 108が配置されていた。なお、DD107は本車両区で静態保存されている。

### 客車
- スロフ1形（2両）
  - スロフ1, 2が配置されていた。
- スハフ1形（3両）
  - スハフ3, 5, 7が配置されていた。
- スロフ300形（1両）
  - スロフ310（初代）が配置されていた。
- スハフ500形（3両）
  - スハフ501 - 503が配置されていた。

### 貨車
- cワフ0形（2両）
  - cワフ2, 3が配置されていた。
- cト100形（40両）
  - cト111 - 150が配置されていた。
- cトキ200形（45両）
  - cトキ201 - 225, 231 - 250が配置されていた。
- cシキ300形（1両）
  - cシキ302が配置されていた。